# Сансон, Николя-Антуан
Николя-Антуан Сансон (фр. Nicolas-Antoine Sanson; 7 декабря 1756 — 29 октября 1824) — французский военный деятель, дивизионный генерал (1 июля 1807 года), граф Сансон и Империи (декрет от 19 марта 1808 года, патент подтверждён 8 мая 1808 года), участник революционных и наполеоновских войн.

## Биография
Родился 7 декабря 1756 года в Париже, при Старом режиме занимал пост профессора математики в Военной школе.
1 марта 1792 года вступил на военную службу в 1-й батальон волонтёров Тарна в составе Внутренней армии генерала Лабарольера, в 1793 году переведён в Армию Восточных Пиренеев, 8 сентября 1793 года — капитан (утверждён в чине 22 сентября 1794 года), 13 августа 1794 года получил сабельный удар в руку и пулевое ранение в правое бедро в бою при Сен-Лоране. 17 сентября 1794 года отличился при захвате Бельгарда, затем участвовал в осадах Фигуэреса и Розы, 27 февраля 1795 года — командир батальона, командующий инженерами гарнизона Бельгарда.
В апреле 1796 года определён в состав Итальянской армии, отличился при захвате Павии, при осаде Миланского замка, при атаке 18 июля 1796 года на лагерь Мильяретто и при осаде Мантуи, где был трижды ранен, участвовал в сражении при Кастильоне, в захвате Тренто, в сражениях при Бассано, Сен-Жорже, Кальдиеро и Риволи, 21 февраля 1797 года — командир бригады, директор фортификаций Мантуи.
В январе 1798 года назначен в Армию Англии, затем в Восточную армию, участвовал в Египетской экспедиции, под командой генерала Андреосси участвовал в захвате острова Мальта, 2 июля 1798 года отличился при захвате Александрии, 15 июля 1798 года — в сражении при Шебрейсе (Шубрахите), 21 июля 1798 года — в сражении у пирамид, занимался возведением Форта Катьех, в 1799 году участвовал в Сирийском походе, отличился при осаде Яффы, 21 марта 1799 года был ранен пулей в руку при осаде Аккры. После гибели генерала Каффарелли назначен 27 апреля 1799 года главнокомандующим инженерными войсками Восточной армии, 11 августа 1799 года — бригадный генерал (утверждён в чине 11 января 1800 года), 20 марта 1800 года сражался при Гелиополисе, с 21 марта по 31 августа 1801 года руководил инженерами при обороне Александрии.
10 ноября 1801 года возвратился во Францию и 3 июня 1802 года назначен директором Военного депо.
В сентябре 1805 года — помощник маршала Бертье и директор Топографической службы Великой Армии (в письме Императора маршалу Бертье от 6 фрюктидора XIII-го года (26 августа 1805 года) Сансону даны инструкции «готовить карты, относящиеся к театру военных действий в Германии и Италии»).
Принимал участие в кампаниях 1805, 1806 и 1807 годов, сражался при Ульме, Аустерлице, Йене, Эйлау, Гуттштадте, Гейльсберге и Фридланде, 1 июля 1807 года награждён чином дивизионного генерала.
В 1808 и 1809 годах служил на Пиренейском полуострове, 7 сентября 1808 года — командующий инженерами 5-го корпуса генерала Сен-Сира Армии Испании, принимал участие в осадах Розы и Жироны.
1 марта 1809 года вновь возглавил Военное депо.
С 5 февраля 1812 года — командующий топографической службы Генерального штаба Великой Армии, участвовал в Русском походе 1812 года, после сражения под Малоярославцем временно исполнял обязанности начальника штаба 4-го армейского корпуса, во время отступления был послан для рекогносцировки дороги из Дорогобужа в Духовщину Смоленской губернии и 27 октября (8 ноября) 1812 года был захвачен в плен казаками генерала Василия Дмитриевича Иловайского 12-го.
До окончания военных действий содержался в Тамбове, возвратился во Францию в мае 1814 года и оставался без служебного назначения до «100 дней», когда присоединился к Императору и 20 марта 1815 года был назначен Генеральным инспектором Фортификаций.
После второй Реставрации вышел 18 октября 1815 года в отставку.
Умер от апоплексического удара 29 октября 1824 года в Паси в возрасте 67 лет. Имя генерала выбито на Триумфальной арке площади Звезды.

## Награды
- Почётная сабля (17 мая 1802 года);
- Легионер ордена Почётного легиона (211 декабря 1803 года);
- Коммандан ордена Почётного легиона (14 июня 1804 года);
- Коммандор военного ордена Максимилиана Иосифа (1810 год, Бавария);
- Кавалер ордена Святого Людовика (13 августа 1814 года).